# Laheküla (Pihtla)
Laheküla – wieś w Estonii, w prowincji Sarema, w gminie Pihtla.